# Bufab
Bufab AB  är ett svenskt handelsföretag med säte i Värnamo kommun. Det bildades 1977 som Bult Finnveden och är specialiserat på fästelement som skruvar, muttrar, nitar med mera. Det förvärvades 1991 av Finnveden AB, vilket 2005 köptes ut från börsen av Nordic Capital.  En ägarspridning genomfördes 2014, varefter Bufab noterades i februari på Stockholmsbörsen.